# NGC 608
NGC 608 je spirální galaxie v souhvězdí Trojúhelníku. Její zdánlivá jasnost je 13,4m a úhlová velikost 1,9′ × 1,5′. Je vzdálená 234 milionů světelných let, průměr má 130 000 světelných let. Galaxii objevil 22. listopadu 1827 John Herschel.